# Tótszerdahely
Tótszerdahely (kroatisch Serdahelj) ist eine ungarische Gemeinde im Kreis Letenye im Komitat Zala.

## Geografische Lage
Tótszerdahely liegt an dem kleinen Fluss Borsfai-patak. Nachbargemeinden sind Tótszentmárton, Molnári und Egyeduta, welches mittlerweile ein Stadtteil von Letenye ist. Ein Kilometer südlich der Gemeinde bildet der Fluss Mura die Grenze zu Kroatien.

## Sehenswürdigkeiten
- Kiessee (kavicsbányató)
- Landhaus Fedák (Fedák kúria)
- Römisch-katholische Kirche Jézus Szíve, erbaut 1994
  - Glasfenster der Kirche, erschaffen von Birgit Köblitz
  - Jesus-Statue (Jézus Szíve-szobor), von Mária R. Törley
  - Keresztelő-Szent-János-Statue, von Mária R. Törley
  - Madonnenstatue mit Jesus (Madonna a kis Jézussal), von Mária R. Törley
  - Relieftafeln mit Darstellungen des Kreuzwegs (Stációk), von Mária R. Törley
  - Szent-Antal-Statue mit Jesus und Delphin (Szent Antal a kis Jézussal és a delfinnel), von Mária R. Törley
- Römisch-katholische Kapelle, erbaut 1823
- Denkmal des Heiligen Stefan (Szent István király emlékmű)

## Verkehr
In Tótszerdahely treffen die Landstraßen Nr. 6835 und Nr. 6836 aufeinander. Der nächstgelegene Bahnhof befindet sich gut fünf Kilometer südöstlich in Murakeresztúr.